# Abraham Hadad
 (mai 2024).
Pour les articles homonymes, voir Hadad.
Abraham Hadad est un peintre né le 26 novembre 1937 à Bagdad (Irak). Il vit et travaille à Paris et dans le Gard.
Professeur à l'École nationale supérieure des beaux-arts de Paris de 1977 à 2002.

## Biographie
- 1951 : Hadad arrive en Israël
- 1956-1960 : Institut d'art Avne, Tel-Aviv, professeur Streichman et Stimatski
- 1965 : il s'installe à Paris
- 1965-1970 : École nationale supérieure des beaux-arts, Atelier Roger Chastel, Paris
- 1972 : premier prix de peinture de Vitry-sur-Seine
- 1973 : deuxième prix d'arts graphiques, Musée de Tel-Aviv
- 1977-1995 : professeur de lithographie, succédant à Georges Dayez, à l'École nationale supérieure des beaux-arts, Paris
- 1996-2002 : atelier de peinture à l'École nationale supérieure des beaux-arts, Paris
- Membre du Comité du Salon de mai

## Prix
- 1972 : 1er Prix de peinture, Vitry-sur-Seine
- 1973 : 2e Prix d'art graphique, Musée de Tel Aviv
- 1990 : Prix Amédée Maratier, Fondation Kikoïne
- 2015 : Lauréat Artcité
- 2016 : Prix miroir de l'Art

## Expositions personnelles
De très nombreuses expositions particulières en France : Paris, La Baule, Vitry-sur-Seine, Mulhouse, Nantes, Grenoble, Strasbourg, Orléans, Lyon, Nancy, Dieulefit, Le Mans, Esvres, Poitiers, Vichy, Tours, Honfleur... et à l'étranger : Israël (Tel-Aviv, Haïfa), Angleterre (Londres), Pays-Bas (Amsterdam), Danemark, Norvège, Suède, Suisse, Belgique, Espagne (Barcelone), République Tchèque (Prague), Allemagne (Deggeudorf), Grèce (Athènes), Luxembourg...

## Collections publiques
- Paris, Fonds national d'art contemporain
- Paris, Musée d'art moderne de la ville de Paris
- Paris, Bibliothèque nationale de France
- La Baule, musée Bernard-Boesch
- Jérusalem, Musée d'Israël
- Tel-Aviv, Musée de Tel-Aviv
- Haïfa, Musée d'Haïfa
- Taïpe, Taïwan Museum of Art
- Galerie nationale de Prague.
- Seine-Saint-Denis, Fonds départemental d'art contemporain de la Seine-Saint-Denis
- Prague, Galerie nationale
- Tokyo, Machida City Museum of Graphic Arts
- Le Mans, Musée du Mans

## Expositions particulières
- Tel-Aviv, galerie Gordon 1968,1970
- Londres, galerie Annely Juda Fine Art, 1970
- Amsterdam, galerie Krikhaar 1972, 1975
- Vitry/Seine, galerie municipale, 1973
- Paris, galerie La Roue, 1973
- Danemark, galerie Trudsoldpegard, 1975
- Norvège, galerie Koloritten Stavanger, 1976
- Paris, galerie l’Œil de Bœuf, 1976, 1984
- Suède, galerie Pan Linköping, 1981
- Mulhouse, galerie Gangloff, 1984
- Nantes, galerie Jacqueline Moussion, 1986
- Grenoble, galerie Antoine de Galbert, 1987, 1989, 1991, 1993, 1996
- Suisse, Thun, galerie Zur Alten Deutschen Schule, 1989, 1992
- Orléans, galerie Madeleine Fraquet, 1989, 1993, 1997, 1999
- Belgique, Knokke-Zoute, Jipian Art Gallery, 1995
- Tel-Aviv, Ephrat Gallery, 1990
- Paris, galerie Marie Vitoux, 1990, 1993, 1995, 2000, 2002, 2005, 2008, 2011, 2014, 2017, 2021, 2024
- Lyon, galerie Maguy Marraine, 1991
- Paris, galerie Jean Briance, 1992
- Paris, galerie Lefor-Openo, 1992, 1995, 1996
- Barcelone, Institut français, 1995
- Nancy, galerie Lillebonne, 1995
- Vannes, galerie Art et Regards, 1996
- Suisse, Kilchberh, galerie Fossati, 1997
- Strasbourg, galerie Nicole Buck, 1988, 1989, 1998, 2000
- Lyon, galerie Le Soleil sur la Place, 1998, 2001
- Dieulefit, galerie S.Emiliani, 2000, 2005
- Paris, galerie Bernanos, 2000
- Le Mans, Palais des Congrès, 2001
- Prague, galerie Litra, 2001
- Paris, Art Paris, 2001
- Allemagne, Deggendorf, Project Gallery
- Esvres, galerie Artgument, 2003
- Israël, Haïfa, galerie Piramida, 2004
- Israël, Kineret, Centre Culturel Bet Gabriel, 2004
- Vichy, Centre Culturel Valery-Larbaud, 2006
- Poitiers, galerie Grand’Rue, 2006, 2010
- Tours, Chapelle Sainte Anne, 2008
- Paris, galerie Claire Corcia, 2009
- Suisse, Berne, galerie DuflonRacz, 2009, 2013
- Paris, galerie 1911, 2009
- Orléans, galerie Le Garage, 2010
- Honfleur, galerie Danielle Bourdette, 2010
- Reims, galerie du Cardo, 2011
- Tours, galerie Béranger, 2012, 2016
- Pont Saint-Esprit, librairie Le Chant de la Terre, 2013, 2017
- Le Mans, Musée de Tessé, 2013
- Luxembourg, galerie Pascal Bello, 2013
- Fontenay, la Maison du citoyen et de la vie associative, 2015
- Fonds Labégorre, Seignosse, 2016, 2022
- Atelier 109, Bordeaux, 2016
- Andersen et associés, Luxembourg, 2016
- Galerie Sauvage Dumas, Civray, 2016
- Musé Boesch, La Baule, 2016
- Galerie aux quatre vents, Saint-Julien le Montagnier, 2017
- Galerie Art Aujourd'hui, Paris, 2017
- Galerie le Clos des Cimaises, Saint-Georges-du-bois, 2021
- Galerie Art du temps, Cléon-d'Andran, 2021
- Galerie Point Rouge, St Rémy de Provence, 2022
- Bruno Matthys Art Gallery, Bruxelles, Belgique, 2023

## Expositions collectives
- Le Best of de la peinture d'aujourd'hui, Vendôme, 2024
- Présences arabes, MAM (Musée d'Art moderne de Paris), 2024
- En Quête de Graal, Collection Cérès Franco, 2018
- Art Compulsion, Montpellier, 2017
- Roger-Edgar Gillet, Josep Grau-Garriga, Abraham Hadad, Ben-Ami Koller, Bengt Lindström, Roberto Matta, Ernest Pignon-Ernest, Jean Rustin, Christian Sauvé, Tony Soulié…, Galerie Duchoze, Rouen, octobre 2017[1]

## Participations aux salons et foires internationales
- Salon de Mai, Paris
- Salon de Marne-la-Vallée
- Salon des Réalités Nouvelles, Paris
- Salon Comparaison, Paris
- Salon Grands et Jeunes, Paris
- Biennale 109, Paris
- Art Strasbourg
- Line Art – Gand
- Art Paris
- Art Nîm Nîmes
- Artcité, Fontenay-sous-bois
- Mac 2000, Paris

## Filmographie
- Abraham HADAD, la chair de la peinture par François Catonné